# Alexander Hamilton-Gordon
Alexander Hamilton-Gordon (6 luglio 1859 – 13 febbraio 1939) è stato un generale britannico.

## Biografia
Hamilton-Gordon fu uno dei dieci figli del generale Sir Alexander Hamilton-Gordon e di sua moglie, Caroline Herschel. Suo nonno era George Hamilton-Gordon, IV conte di Aberdeen, Primo Ministro del Regno Unito dal 1852 al 1855.
Educato al Winchester College, Hamilton-Gordon divenne ufficiale nella Royal Artillery nel 1880. Il suo primo incarico militare avvenne nella Seconda guerra anglo-afghana del 1880. Hamilton-Gordon poi prestò servizio nella Seconda guerra boera prendendo parte alle azioni di Ladysmith, Spion Kop, Vaal Kranz e Tugela Heights. Egli divenne Deputato Assistente Aiutante Generale per l'Intelligence in Sudafrica nel 1901. Egli dunque divenne Istruttore presso la School of Gunnery prima di essere spostato in altri incarichi dello staff.
Nel 1910 assunse la posizione di Direttore delle Operazioni Militari in India, ove prestò servizio sino al 1914, quando divenne General Officer Commanding-in-Chief dell'Aldershot Command. Nel 1916, ottenne il comando del IX Corps, prestando servizio nella Battaglia di Messines e nella Terza battaglia dell'Aisne. Venne sollevato dall'incarico nel 1918 e si ritirò a vita privata nel 1920.
Morì nel 1939.

## Ascendenza
|                                                 |                      |                                | Genitori                                  |  |  | Nonni |  |  | Bisnonni         |  |  | Trisnonni                                |  |
|                                                 |                      |                                |                                           |  |  |       |  |  | 8. George Gordon |  |  | 16. George Gordon, III conte di Aberdeen |  |
|                                                 |                      |                                |                                           |  |  |       |  |  | 8. George Gordon |  |  | 16. George Gordon, III conte di Aberdeen |  |
|                                                 |                      | 17. Catherine Elizabeth Hanson |                                           |  |  |       |  |  | 8. George Gordon |  |  |                                          |  |
| 4. George Hamilton Gordon, IV conte di Aberdeen |                      |                                |                                           |  |  |       |  |  | 8. George Gordon |  |  |                                          |  |
|                                                 |                      | 9. Charlotte Baird             | 18. William Baird, V di Newbyth           |  |  |       |  |  |                  |  |  |                                          |  |
|                                                 |                      | 9. Charlotte Baird             | 18. William Baird, V di Newbyth           |  |  |       |  |  |                  |  |  |                                          |  |
|                                                 |                      | 9. Charlotte Baird             | 19. Alicia Johnston                       |  |  |       |  |  |                  |  |  |                                          |  |
| 2. Alexander Hamilton-Gordon                    |                      | 9. Charlotte Baird             |                                           |  |  |       |  |  |                  |  |  |                                          |  |
|                                                 |                      | 10. John Douglas               | 20. James Douglas, XIV conte di Morton    |  |  |       |  |  |                  |  |  |                                          |  |
|                                                 |                      | 10. John Douglas               | 20. James Douglas, XIV conte di Morton    |  |  |       |  |  |                  |  |  |                                          |  |
|                                                 |                      | 10. John Douglas               | 21. Bridget Heathcote                     |  |  |       |  |  |                  |  |  |                                          |  |
| 5. Harriet Douglas                              |                      | 10. John Douglas               |                                           |  |  |       |  |  |                  |  |  |                                          |  |
|                                                 |                      | 11. Frances Lascelles          | 22. Edward Lascelles, I conte di Harewood |  |  |       |  |  |                  |  |  |                                          |  |
|                                                 |                      | 11. Frances Lascelles          | 22. Edward Lascelles, I conte di Harewood |  |  |       |  |  |                  |  |  |                                          |  |
|                                                 |                      | 11. Frances Lascelles          | 23. Anne Chaloner                         |  |  |       |  |  |                  |  |  |                                          |  |
| 1. Alexander Hamilton-Gordon                    |                      | 11. Frances Lascelles          |                                           |  |  |       |  |  |                  |  |  |                                          |  |
|                                                 | 12. William Herschel | 24. Isaac Herschel             |                                           |  |  |       |  |  |                  |  |  |                                          |  |
|                                                 | 12. William Herschel | 24. Isaac Herschel             |                                           |  |  |       |  |  |                  |  |  |                                          |  |
|                                                 | 12. William Herschel | 25. Anna Ilse Moritzen         |                                           |  |  |       |  |  |                  |  |  |                                          |  |
| 6. John Herschel, I baronetto                   | 12. William Herschel |                                |                                           |  |  |       |  |  |                  |  |  |                                          |  |
|                                                 |                      | 13. Mary Baldwin               | …                                         |  |  |       |  |  |                  |  |  |                                          |  |
|                                                 |                      | 13. Mary Baldwin               | …                                         |  |  |       |  |  |                  |  |  |                                          |  |
|                                                 |                      | 13. Mary Baldwin               | …                                         |  |  |       |  |  |                  |  |  |                                          |  |
| 3. Caroline Emilia Mary Herschel                |                      | 13. Mary Baldwin               |                                           |  |  |       |  |  |                  |  |  |                                          |  |
|                                                 |                      | 14. Alexander Stewart          | 28. Alexander Stewart, III di Strathgarry |  |  |       |  |  |                  |  |  |                                          |  |
|                                                 |                      | 14. Alexander Stewart          | 28. Alexander Stewart, III di Strathgarry |  |  |       |  |  |                  |  |  |                                          |  |
|                                                 |                      | 14. Alexander Stewart          | 29. Isobel Robertson                      |  |  |       |  |  |                  |  |  |                                          |  |
| 7. Margaret Brodie Stewart                      |                      | 14. Alexander Stewart          |                                           |  |  |       |  |  |                  |  |  |                                          |  |
|                                                 |                      | 15. Emilia Calder              | 30. Charles Calder                        |  |  |       |  |  |                  |  |  |                                          |  |
|                                                 |                      | 15. Emilia Calder              | 30. Charles Calder                        |  |  |       |  |  |                  |  |  |                                          |  |
|                                                 |                      | 15. Emilia Calder              | 31. Margaret Brodie                       |  |  |       |  |  |                  |  |  |                                          |  |
|                                                 |                      | 15. Emilia Calder              |                                           |  |  |       |  |  |                  |  |  |                                          |  |